# Vinegar Joe (album)
Vinegar Joe je stejnojmenné debutové album skupiny Vinegar Joe, které bylo vydáno v roce 1972 v hudebním vydavatelství Island Records.

## Seznam stop
1. Rusty Red Armour (Palmer) - 5:01
2. Early Monday Morning (Gage) - 4:43
3. Ride Me Easy Rider (Gage) - 5:44
4. Circles (Palmer) - 4:03
5. Leg Up (Palmer) - 4:54
6. See The World (Gage) - 6:16
7. Never Met A Dog (Palmer) - 6:29
8. Avinu Malkenu (Gage) - 3:24
9. Gettin' Out (Gage, Thompson, York, York) - 5:05
10. Live A Little, Get Somewhere (Gage) - 5:19